# Obozowisko (Baranów Sandomierski)
Obozowisko – część miasta Baranów Sandomierski w Polsce, położona w województwie podkarpackim, w powiecie tarnobrzeskim w gminie Baranów Sandomierski. 
W latach 1975–1998 Obozowisko administracyjnie należało do województwa tarnobrzeskiego. 
Miejscowa ludność wyznania katolickiego przynależy do Parafii Ścięcia św. Jana Chrzciciela w Baranowie Sandomierskim.